# ねぎし事務所
ねぎし事務所 （ねぎしじむしょ） は、東京都台東区根岸にある初代林家三平一門の落語家及び初代三平の息子と孫のマネージメントを行う芸能事務所である。

## 概要
創業は1927年。2007年の株式会社化に伴い、初代三平夫人の海老名香葉子が代表取締役社長に就任している。
現在所属してるのは初代三平の長男・九代目林家正蔵、初代三平の次男・二代目林家三平 、九代目正蔵の長男・林家たま平などであるが､初代三平一門（林家こん平一門）の結束の拠点となっている。
マネジメント業務のほかにも、一門のイベント等を主催したり、初代三平を顕彰するために1995年に開設した記念館「ねぎし三平堂」の管理運営を行っている。

## 所属者

### 現在の所属者
- 海老名香葉子
- 九代目林家正蔵
- 二代目林家三平
- 林家たま平
- 林家ぽん平
- 国分佐智子

### 過去の所属者
- 泰葉

## 関連人物
- 林家正蔵
- 林家三平
- 林家たま平
- 林家ぽん平
- 海老名香葉子
- 海老名有希子